# Christopher Gorham
Christopher Gorham (Fresno, 14 agosto 1974) è un attore statunitense.

## Biografia
Nato in California, studia alla Roosevelt School of the Arts e in seguito si laurea all'Università della California (UCLA) con un Master in Arti Filmiche e Teatrali.
Debutta al cinema nel 1997 nel film Una vita esagerata, di seguito partecipa ad alcuni episodi di Cinque in famiglia e dal 1999 al 2001 è uno degli interpreti della serie tv Popular con il ruolo di Harrison John, un timido studente innamorato della sua migliore amica. Grazie al successo ottenuto dalla serie ottiene un ruolo nel film prodotto dalla Disney L'altro lato del paradiso con Anne Hathaway.
Negli anni seguenti lavora in altre serie tv come Taken, Felicity, Odyssey 5, Jake 2.0, Medical Investigation, Out of Practice - Medici senza speranza,
Covert Affairs e Harper's Island.
È stato guest star in alcuni episodi di CSI: Crime Scene Investigation, Senza traccia e Buffy l'ammazzavampiri ed ha anche prestato la sua voce ad alcuni video games e giochi per PC.
Dal 2006 ha ottenuto un ruolo ricorrente nella serie TV Ugly Betty, interpretando Henry Grubstick, il timido ed occhialuto contabile interesse amoroso della protagonista Betty Suarez (interpretata da America Ferrera). Gorham diventerà una presenza fissa della serie a partire dalla stagione 2007-2008.

### Vita privata
Gorham è sposato con Anel Lopez-Gorham, conosciuta durante gli anni dell'università e poi sua partner nel telefilm Popular. Insieme hanno tre bambini, Lucas, Ethan e Alondra Cecilia.

## Filmografia

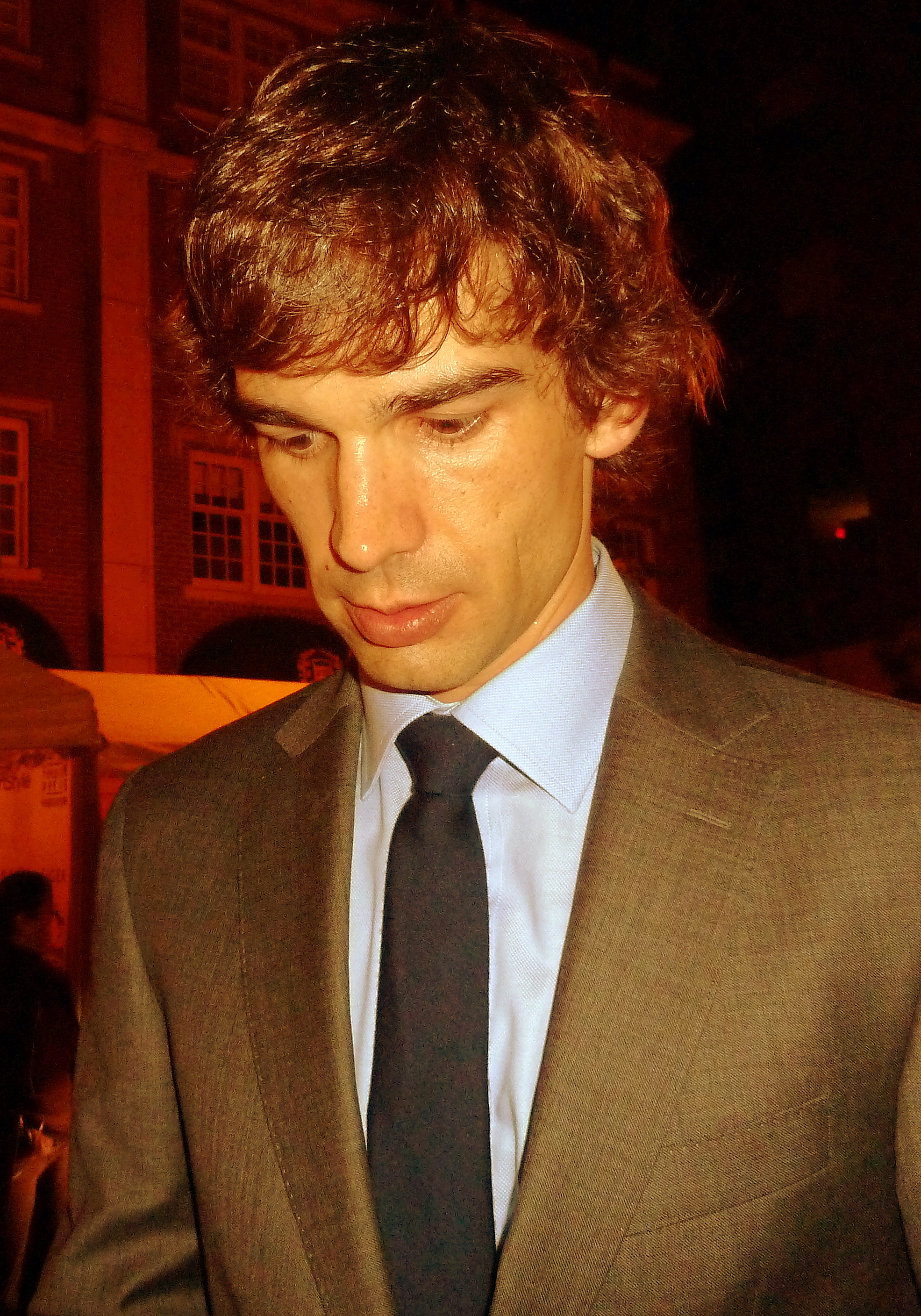
Christopher Gorham nel 2011

### Attore

#### Cinema
- Shopping for Fangs, regia di Quentin Lee e Justin Lin (1997) - comparsa
- Una vita esagerata (A Life Less Ordinary), regia di Danny Boyle (1997)
- Dean Quixote, regia di Orion Walker (2000)
- L'altro lato del paradiso (The Other Side of Heaven), regia di Mitch Davis (2001)
- Il fidanzato della mia ragazza (My Girlfriend's Boyfriend), regia di Daryn Tufts (2010)
- Punto d'impatto (The Ledge), regia di Matthew Chapman (2011)
- Somebody's Hero, regia di Darin Beckstead (2011)
- Answer This!, regia di Christopher Farah (2011)
- Yellow Face, regia di Jeff Liu (2013)
- The Stream, regia di Estlin Feigley (2013)
- Po (A Boy Called Po), regia di John Asher (2016)
- We Love You, Sally Carmichael, regia di Christopher Gorham (2017)
- The Other Side of Heaven 2: Fire of Faith, regia di Mitch Davis (2019)
- Quella notte a Miami... (One Night in Miami...), regia di Regina King (2020)

#### Cortometraggi
- Spam-ku, regia di Steven K. Tsuchida (2004)
- My Life, the Video Game, regia di Tim Mollen (2011)

#### Televisione
- Spy Game – serie TV, episodio 1x03 (1997)
- Cinque in famiglia (Party of Five) – serie TV, 4 episodi (1997-1998)
- Buffy l'ammazzavampiri (Buffy the Vampire Slayer) – serie TV, episodio 2x19 (1998)
- Vengeance Unlimited – serie TV, episodio 1x09 (1998)
- Bayside School - La nuova classe (Saved by the Bell: The New Class) – serie TV, episodio 7x05 (1999)
- Popular – serie TV, 43 episodi (1999-2001)
- Felicity – serie TV, 8 episodi (2001-2002)
- Odyssey 5 – serie TV, 19 episodi (2002-2003)
- Boomtown – serie TV, episodio 1x11 (2003)
- CSI - Scena del crimine (CSI: Crime Scene Investigation) – serie TV, episodio 3x17 (2003)
- Senza traccia (Without a Trace) – serie TV, episodio 1x19 (2003)
- Jake 2.0 – serie TV, 16 episodi (2003-2004)
- Medical Investigation – serie TV, 20 episodi (2004-2005)
- Out of Practice - Medici senza speranza (Out of Practice) – serie TV, 21 episodi (2005-2006)
- Gara di famiglia (Relative Chaos), regia di Steven Robman – film TV (2006)
- Ugly Betty – serie TV, 35 episodi (2006-2008)
- Harper's Island – serie TV, 13 episodi (2009)
- Covert Affairs – serie TV, 75 episodi (2010-2014)
- Love Bites – serie TV, episodio 1x07 (2011)
- Hot in Cleveland – serie TV, episodio 3x13 (2012)
- C'era una volta (Once Upon a Time) – serie TV, episodi 3x12-3x16-3x20 (2014)
- See Dad Run – serie TV, episodio 3x06 (2014)
- Heartbeat – serie TV, episodi 1x04-1x05 (2016)
- Major Crimes – serie TV, episodio 5x05 (2016)
- Full Circle – serie TV, 10 episodi (2016)
- 2 Broke Girls – serie TV, 8 episodi (2017)
- The Magicians – serie TV, 3 episodi (2017)
- Insatiable – serie TV, 22 episodi (2018-2019)
- Modern Family – serie TV, episodio 11x03 (2019)
- Work Wife, regia di Todd Holland – episodio pilota scartato (2021)
- Avvocato di difesa - The Lincoln Lawyer (The Lincoln Lawyer) – serie TV, 10 episodi (2022)
- Leverage: Redemption – serie TV, episodio 2x09 (2022)
- Accused – serie TV, episodio 1x12 (2023)
- NCIS: Los Angeles – serie TV, episodio 14x17 (2023)

### Doppiatore
- Star Trek: Hidden Evil - videogioco (1999)
- Medal of Honor: Rising Sun - videogioco (2003)
- The Batman - serie TV, episodio 5x10 (2008)
- Justice League: War, regia di Jay Oliva (2014)
- Justice League: Throne of Atlantis, regia di Jay Oliva e Ethan Spaulding (2015)
- The Death of Superman, regia di Jake Castorena e Sam Liu (2018)
- Reign of Superman, regia di Jake Castorena e Sam Liu (2019)
- Justice League Dark: Apokolips War, regia di Matt Peters e Christina Sotta (2020)
- Batman: The Doom That Came to Gotham, regia di Christopher Berkeley e Sam Liu (2023)

## Doppiatori italiani
Nelle versioni in italiano delle opere in cui ha recitato, Christopher Gorham è stato doppiato da:
- Stefano Crescentini in Popular, Felicity, Medical Investigation, Senza traccia
- Andrea Mete in Harper's Island, Punto d'impatto, Insatiable, Modern Family
- Marco Vivio in Odyssey 5, Heartbeat
- Francesco Pezzulli in Out of Practice - Medici senza speranza, Covert Affairs
- Leonardo Graziano in Ugly Betty, Doctor Odyssey
- David Chevalier ne Il fidanzato della mia ragazza, Major Crimes
- Patrizio Cigliano in Quella notte a Miami..., Avvocato di difesa - The Lincoln Lawyer
- Andrea Ward in L'altro lato del Paradiso
- Roberto Gammino in CSI - Scena del crimine
- Simone D'Andrea in Jake 2.0
- Fabrizio Manfredi in Gara di famiglia
- Francesco Venditti in C'era una volta
- Mirko Mazzanti in 2 Broke Girls
- Gianluca Cortesi in NCIS: Los Angeles